# Rozkosz (rejon postawski)
Rozkosz (biał. Роскаш; ros. Роскошь) – wieś na Białorusi, w obwodzie witebskim, w rejonie postawskim, w sielsowiecie Komaje.
Dawniej używana nazwa – Roskosz.

## Historia
W czasach zaborów zaścianek w okręgu wiejskim Dąbrowszczyzna, w gminie Komaje, w powiecie święciańskim Imperium Rosyjskiego. W 1866 roku miał 5 dusz rewizyjnych, należał do dóbr Świrki, własność Sulistrowskich. W 1905 roku liczył 22 mieszkańców, 21 dziesięcin.
W dwudziestoleciu międzywojennym zaścianek leżał w Polsce, w województwie wileńskim, w powiecie święciańskim, w gminie Komaje.
W 1931 w 6 domach zamieszkiwało 27 osób.
Miejscowość należała do parafii rzymskokatolickiej w Konstantynowie. Podlegała pod Sąd Grodzki w Łyntupach i Okręgowy w Wilnie; właściwy urząd pocztowy mieścił się w Konstantynowie.
W wyniku napaści ZSRR na Polskę we wrześniu 1939 miejscowość znalazła się pod okupacją sowiecką. 2 listopada została włączona do Białoruskiej SRR. Od czerwca 1941 roku pod okupacją niemiecką. W 1944 miejscowość została ponownie zajęta przez wojska sowieckie i włączona do Białoruskiej SRR.
Do 2004 roku w sielsowiecie Komaje.